# Инцидент с A300 над Багдадом
Инцидент с A300 над Багдадом — авиационная авария, произошедшая в субботу 22 ноября 2003 года. Грузовой самолёт Airbus A300B4-203F авиакомпании DHL совершал плановый рейс по маршруту Багдад — Мухаррак, но вскоре после вылета из аэропорта Багдада был поражён зенитной ракетой, выпущенной из ПЗРК. Попадание ракеты повредило левую консоль крыла и её механизацию, что вызвало утечку авиатоплива и потерю гидравлической системы и, как следствие, потерю управления. Экипаж смог посадить самолёт в аэропорту Багдада, никто из 3 членов экипажа на его борту не пострадал.

## Самолёт
Airbus A300B4-203 (регистрационный номер OO-DLL, серийный 093) был выпущен в 1979 году (первый полёт совершил 18 октября под тестовым б/н F-WZEI). 28 декабря того же года был передан авиакомпании Malaysia Airlines и получил бортовой номер 9M-MHB. 30 июня 1995 года был продан авиакомпании Carnival Airlines с б/н N225KW (от неё в 1999 году сдавался в лизинг авиакомпании PCE). 22 сентября 2000 года был куплен немецкой грузовой авиакомпанией DHL, в которой был переделан из пассажирского в грузовой (Airbus A300B4-203F) и летал под постоянным б/н OO-DLL. Оснащён двумя турбовентиляторными двигателями General Electric CF6-50C2.

## Экипаж
Состав экипажа борта OO-DLL:
- Командир воздушного судна (КВС) — 38-летний Эрик Женнотт (фр. Eric Gennotte), бельгиец. Опытный пилот, налетал свыше 3300 часов, 1786 из них на Airbus A300.
- Второй пилот — 29-летний Стив Михельсен (нидерл. Steeve Michelsen), бельгиец. Малоопытный пилот, налетал 1275 часов, 199 из них на Airbus A300.
- Бортинженер — 54-летний Марио Рофэйл (англ. Mario Rofail), шотландец. Налетал 13 423 часа, 1709 из них на Airbus A300.

## Хронология событий
Airbus A300B4-203F борт OO-DLL вылетел из Международного аэропорта Багдада в 18:30 UTC и взял курс на Мухаррак.
После взлёта самолёт набрал высоту 2450 метров, когда внезапно раздался взрыв ракеты, выпущенной из ПЗРК «Стрела-3». Взрывом было повреждено левое крыло, началась утечка авиатоплива из левых крыльевых баков, также была повреждена механизация, что способствовало возрастанию сопротивления и падению подъёмной силы. Также стремительно начало падать давление во всех трёх гидравлических системах и вскоре произошёл их полный отказ.
Как и на рейсе United Airlines-232, который также потерял гидравлическую систему, экипаж борта OO-DLL мог управлять самолётом только тягой двигателей. Бортинженер вручную выпустил шасси. После 10 минут экспериментов над повреждённым самолётом экипаж запросил экстренную аварийную посадку в аэропорту Багдада и начал снижаться, выполняя плавный правый разворот.
Так как из повреждённого левого крыла началась утечка авиатоплива, нужно было контролировать уровень авиатоплива в баке; бортинженер начал перекачку авиатоплива из правого бака в левый крыльевой бак для предотвращения отказа двигателя № 1, который бы неминуемо привёл к катастрофе.
КВС и второй пилот приняли решение садиться на взлётную полосу № 33R.
На высоте 120 метров усилилась турбулентность, которая раскачивала повреждённый самолёт. Касание борта OO-DLL с ВПП произошло со смещением от осевой линии, пилоты мгновенно активировали реверсы тяги, но самолёт сошёл со взлётной полосы и понёсся по грунту, оставляя за собой шлейф песка и пыли. Окончательно самолёт остановился примерно через 1 километр, при этом частично снеся ограждение аэропорта Багдад. Все 3 пилота на его борту не пострадали.

## Дальнейшая судьба самолёта
Airbus A300B4-203F борт OO-DLL был отремонтирован и продолжил эксплуатироваться авиакомпанией DHL. 3 ноября 2004 года был куплен компанией Pacific Aeromotive Corporation, его бортовой номер сменился на N1452. Но в ноябре того же года лайнер был порезан на металлолом.

## Культурные аспекты
Инцидент над Багдадом был показан в 3 сезоне канадского документального телесериала Расследования авиакатастроф в серии Атака над Багдадом.